# Jacob Whitman Bailey

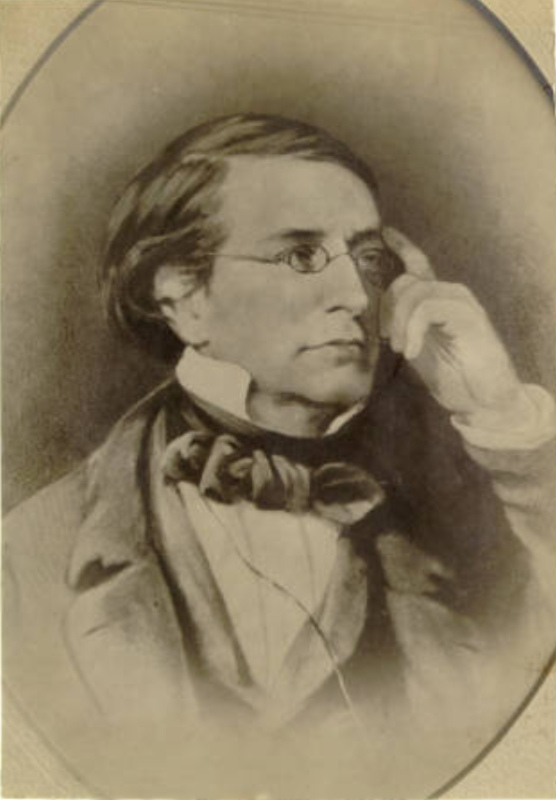
Retrato de Jacob Whitman Bailey.

Jacob Whitman Bailey (Auburn (Massachusetts), 1811 — 1857) foi um botânico estadunidense.
Conhecido como o pioneiro em pesquisas microscópicas nos Estados Unidos.
Graduado em 1832 na Academia Militar dos Estados Unidos onde, depois de 1834, foi sucessivamente professor assistente, professor ativo e professor de química, mineralogia e geologia. Introduziu diversos aperfeiçoamentos na construção de microscópios e organizou uma grande coleção de objetos microscópicos e algas, que legou à Boston Society of Natural History. Em 1857 foi presidente da Associação Americana para o Avanço da Ciência, e membro do National Institute for the Promotion of Science, precursos do Instituto Smithsoniano. Em 1845 foi eleito fellow associado da Academia de Artes e Ciências dos Estados Unidos. Feleceu em 26 de fevereiro de 1857, no início de seu mandato como presidente da Associação Americana para o Avanço da Ciência.
Escreveu diversos artigos no American Journal of Science e em publicações de diversas sociedades científicas, e um volume de valor inestimável, Microscopical Sketches, contendo 3 mil figuras originais. Um esboço de sua biografia foi publicado no American Journal of Science, volume xxv, (New Haven, 1847).